# Trichopolia obtusa
Trichopolia obtusa är en fjärilsart som beskrevs av Smith 1887. Trichopolia obtusa ingår i släktet Trichopolia och familjen nattflyn. Inga underarter finns listade i Catalogue of Life.